# Noctasota distorta
Noctasota distorta là một loài bướm đêm trong họ Noctuidae.